# Cynthia Benini
Cynthia de Moraes Benini (São Paulo, 28 de janeiro de 1973) é uma jornalista, apresentadora e ex-atriz brasileira. Cynthia ficou conhecida por ter sido âncora e redatora dos noticiários SBT Brasil, SBT Manchetes e Jornal do SBT.

## Carreira

### 1988 – 2002: modelo e atriz
Em 1988, aos quinze anos, Cynthia foi convidada por um produtor de moda para seguir a carreira como modelo. Entre 1989 e 1996 morou em países como China, Japão, Turquia, Alemanha, Portugal e Itália, onde fotografou para diversas grifes e realizou desfiles. Em 1996, de volta ao Brasil, estreou como apresentadora no programa MTV al Dente, da MTV Brasil e, no ano seguinte, comandou o Decoração - Sugestões & Soluções no canal por assinatura Superstition, atual National Geographic Channel, entrevistando profissionais da área sobre como produzir casas ecológicas e sustentáveis. Em 1998 passou a comandar o programa esportivo Basketmania no SporTV e fundou a revista Hy-P Book, trazendo reportagens e entrevistas voltadas ao público LGBT. Cynthia, além de fundadora, exerceu também o cargo de editora chefe, editora executiva e diretora comercial.
Nesse mesmo ano fez participações especiais como atriz em Era Uma Vez e Pérola Negra. Em novembro de 1998 estreia em seu primeiro papel fixo na segunda fase da telenovela Estrela de Fogo, na RecordTV, onde interpretou a radialista Bia, que tenta desvendar as sabotagens políticas que as duas principais famílias da cidade praticam.
Em 1999 entra para a segunda fase da quinta temporada de Malhação. Em 2000 foi contratada pelo website Super11 como editora, sendo responsável por estruturar a equipe jornalística e de conteúdo, assumindo posteriormente o posto de diretora comercial. Além disso passou a realizar reportagens e entrar ao vivo para boletins chamados Hot News. No mesmo ano esteve no elenco de Laços de Família, na Rede Globo, como Isabel, amiga de Giovanna Antonelli. Em 2001 assina com a TV Escola para apresentar o Esporte na Escola, com o qual viajou por diversas cidades brasileiras entrevistando destaques esportivos, inclusive portadoras de deficiências. No mesmo ano ganhou destaque como a antagonista Emília de O Direito de Nascer, no SBT. Em 2002 participa da Casa dos Artistas e integra o elenco de Pequena Travessa, seu último trabalho como atriz antes de dedicar-se como jornalista.

### 2003 – presente: jornalista
Em 2003 assinou contrato fixo com o SBT após ser convidada junto com Analice Nicolau por Silvio Santos para se tornar âncora do Jornal do SBT - 1ª Edição, versão mais cedo do consolidado Jornal do SBT, que era exibido à meia-noite. Diferenciado do original, o telejornal tinha um formato mais parecido com uma revista eletrônica, como o estadunidense The View, trazendo ausência de bancada, mostrando as apresentadoras em poltronas, além de quadros policiais, virais da internet e mensagens motivadoras no final. Em 2005 Cynthia, ainda junto com Analice, foram movidas para o SBT Notícias Breves, um telejornal mais reduzido com o resumo do dia. O noticiário recebeu diversas críticas, sendo apelidado como "Jornal das Pernas", por não ter uma bancada tradicional, sendo uma mesa de vidro onde podia-se ver as apresentadoras por completo. Apesar de ter empatado na liderança de audiência no horário em que passava algumas vezes O jornal foi tirado do ar com a chegada de Ana Paula Padrão ao SBT. Entre 2005 e 2007, Benini também comandou o programa online Saúde e Beleza no extinto website Pod Brasil, realizando entrevistas e reportagens sobre qualidade de vida. Em 2007, depois de repaginar o visual, estreia como âncora do telejornal SBT Brasil, ao lado de Carlos Nascimento, substituindo Ana Paula.
No mesmo ano também estreia o SBT Manchetes com Nascimento, jornal vespertino que ficou apenas um mês no ar antes de ser cancelado. Com o fim Cynthia passa a ser âncora e redatora do Jornal do SBT, ainda em 2007, novamente junto com Nascimento. Em 2009 deixa o comando do SBT Brasil para se dedicar apenas à seu outro telejornal. Em 2012 deixa o comando do Jornal do SBT após cinco anos como âncora, alegando que o noticiário entrava no ar muito tarde e que precisava de mais tempo para se dedicar a outros projetos. Em 2013 assume os boletins do SBT Brasil durante a tarde, entrando ao vivo em cada comercial vespertino com as últimas notícias, além de apresentar o telejornal no estúdio aos sábados. Em 11 de setembro de 2015 seu contrato com o SBT não foi renovado após 13 anos na emissora. Em 2017 apresenta o programa Duelo de Salões, na Band.

## Vida pessoal
Entre 1992 e 1993, a atriz cursou a Oficina de Atores da Globo, a Oficina Cultural Oswald de Andrade e a preparação de atores para Cinema e TV de Fátima Toledo. Em 1995, ela entra para a faculdade de jornalismo no Centro Universitário das Faculdades Metropolitanas Unidas, vindo a se formar em 1998. Em 2002, a apresentadora começou a namorar o ator André Gonçalves. No mesmo ano se casou em 27 de setembro no civíl e em 26 de novembro no religioso. Em 31 de março de 2003 dá à luz a sua primeira filha com o ator, Valentina Benini Gonçalves. Em 2006 o casamento chega ao fim depois de quatro anos.
Em 2009 começou a namorar o empresário Andrey Cepeda, com quem terminou no início de 2016. No mesmo ano começou a namorar o advogado Ally Murade, de quem ficou noiva em 1 de janeiro de 2018. Em julho de 2022 a Justiça do Estado de Santa Catarina decretou a prisão do ator André Gonçalves em um processo movido por Benini por dívidas de aproximadamente trezentos e cinquenta mil reais relativas à pensão alimentícia da filha Valentina. Gonçalves cumpriu sessenta dias de prisão domiciliar até regularizar a dívida.

## Filmografia

### Televisão
| Ano     | Título                    | Cargo / Personagem       | Nota                        | Emissora                    |
| ------- | ------------------------- | ------------------------ | --------------------------- | --------------------------- |
| 1996    | MTV al Dente              | Apresentadora            |                             | MTV Brasil                  |
| 1997    | NatGeo Decoração          | Apresentadora            |                             | National Geographic Channel |
| 1998    | Basketmania               | Apresentadora            |                             | SporTV                      |
| 1998    | Era uma vez...            | Samira                   | Episódio: "2 de outubro"    | Rede Globo                  |
| 1998    | Pérola Negra              | Sônia                    | Episódio: "11 de novembro"  | SBT                         |
| 1999    | Estrela de Fogo           | Bianca Vilaverde (Bia)   |                             | Rede Record                 |
| 1999    | Malhação                  | Laura                    | Episódios: "1–5 de outubro" | Rede Globo                  |
| 2000    | Laços de Família          | Drª. Isabel Freire       |                             | Rede Globo                  |
| 2001    | Esporte na Escola         | Apresentadora            |                             | TV Escola                   |
| 2001    | O Direito de Nascer       | Emília Gonzales Belmonte |                             | SBT                         |
| 2002    | Pequena Travessa          | Pilar Figueiredo         |                             | SBT                         |
| 2003–04 | Jornal do SBT - 1ª Edição | Apresentadora            |                             | SBT                         |
| 2005    | SBT Notícias Breves       | Apresentadora            |                             | SBT                         |
| 2007    | SBT Manchetes             | Apresentadora            |                             | SBT                         |
| 2007    | SBT Brasil                | Apresentadora            |                             | SBT                         |
| 2007–12 | Jornal do SBT             | Apresentadora            |                             | SBT                         |
| 2013–15 | SBT Brasil                | Apresentadora            | Aos sábados                 | SBT                         |
| 2013–15 | Boletim SBT Brasil        | Apresentadora            |                             | SBT                         |
| 2017    | Duelo de Salões           | Apresentadora            |                             | Rede Bandeirantes           |

### Internet
| Ano     | Título         | Cargo         | Nota                  |
| ------- | -------------- | ------------- | --------------------- |
| 2000–01 | Hot News       | Apresentadora | No website Super11    |
| 2005–07 | Saúde e Beleza | Apresentadora | No website Pod Brasil |